# Щапицы
Щапицы — деревня в Кашинском городском округе Тверской области.

## География
Находится в юго-восточной части Тверской области на расстоянии приблизительно 20 км на восток-юго-восток по прямой от города Кашин.

## История
Деревня была показана ещё на карте 1825 года. В 1859 году здесь (деревня Кашинского уезда) было учтено 5 дворов, в 1978 — 4. До 2018 года входила в состав ныне упразднённого Карабузинского сельского поселения.

## Население
Численность населения: 45 человека (1859 год), 1 (русские 100 %) 2002 году, 1 в 2010.